# Cornelia Oschkenat
Cornelia Oschkenat (dekliški priimek Riefstahl), nemška atletinja, * 29. oktober 1961, Neubrandenburg, Vzhodna Nemčija.
Nastopila je na poletnih olimpijskih igrah leta 1988 in dosegla osmo mesto v teku na 100 m z ovirami. Na svetovnih prvenstvih je leta 1987 osvojila bronasto medaljo v isti disciplini in srebrno v štafeti 4x100 m, na svetovnih dvoranskih prvenstvih naslov prvakinje v teku na 60 m z ovirami leta 1987 in bronasto medaljo leta 1989, na evropskih prvenstvih srebrno medaljo v teku na 100 m z ovirami leta 1986, na evropskih dvoranskih prvenstvih pa tri naslove prvakinje v teku na 60 m z ovirami. 